# Pyrenopeziza brassicae
Pyrenopeziza brassicae är en svampart som beskrevs av B. Sutton & Rawl. 1979. Pyrenopeziza brassicae ingår i släktet Pyrenopeziza, ordningen disksvampar, klassen Leotiomycetes, divisionen sporsäcksvampar och riket svampar.   Inga underarter finns listade i Catalogue of Life.

## Källor

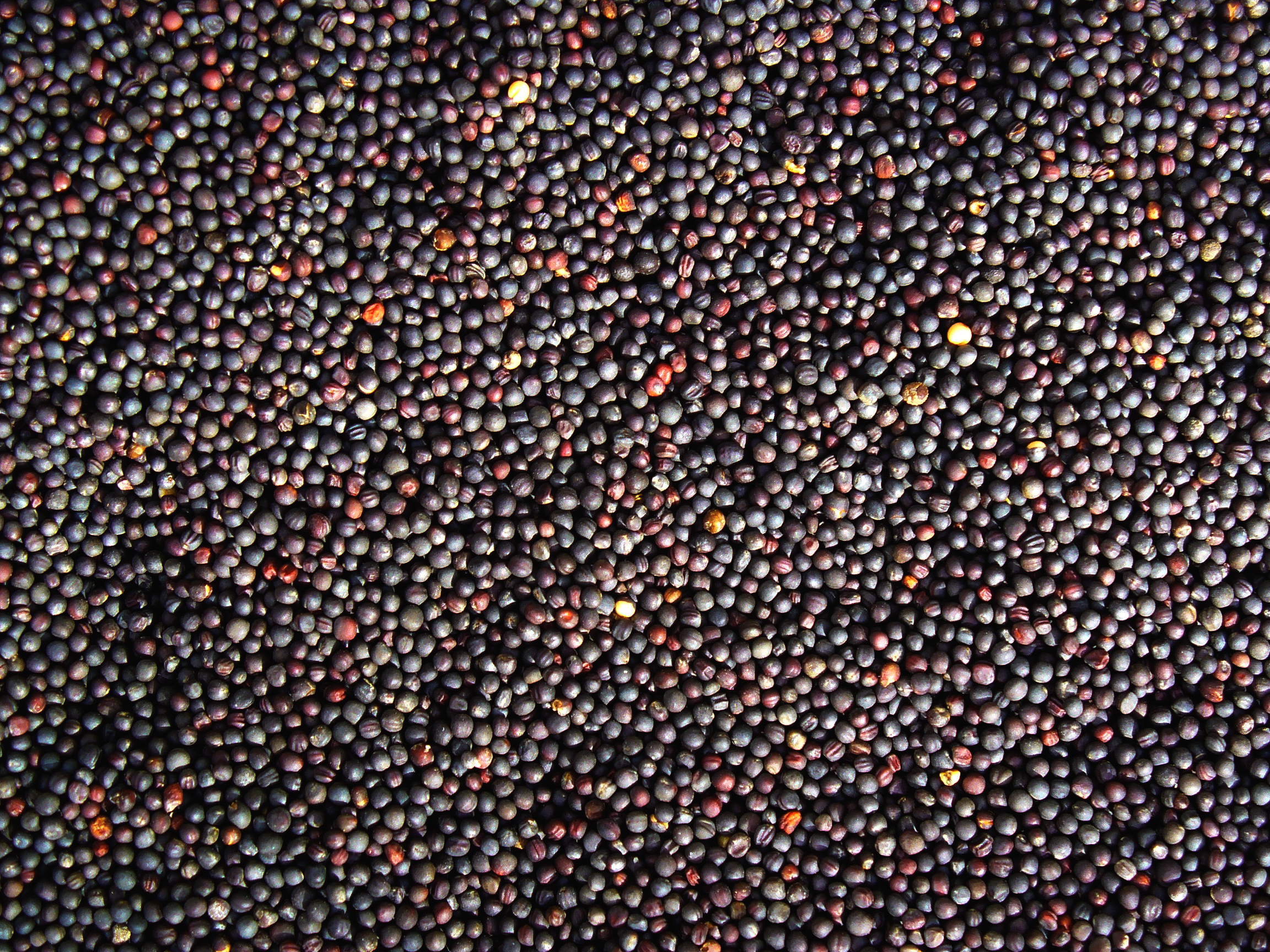